# Agasthenes varitarsus
Agasthenes varitarsus är en stekelart som först beskrevs av Johann Ludwig Christian Gravenhorst 1829.  Agasthenes varitarsus ingår i släktet Agasthenes och familjen brokparasitsteklar. Arten är reproducerande i Sverige. Inga underarter finns listade i Catalogue of Life.